# My Name is Legion
My Name is Legion este o carte de Roger Zelazny din 1976 apărută la Ballantine Books. Conține trei povestiri științifico-fantastice:  The Eve of RUMOKO, Kjwalll'kje'k'koothailll'kje'k și Home is the Hangman.
Povestirile au un protagonist comun care nu este niciodată numit.

## Prezentare
Protagonistul acestor povestiri este implicat în crearea unei rețele globale de calculatoare menite să asigure un control economic final prin urmărirea întregii activități umane. Chiar înainte ca sistemul să fie funcțional, eroul își exprimă îngrijorarea cu privire la posibila utilizare necorespunzătoare a unei astfel de puteri de către superiorul său, care îi dă șansa eroului de a-și distruge datele personale înainte ca acestea să intre în sistem. Cu acest pas, eroul devine inexistent în ceea ce privește sistemul. Folosind uși secrete în rețeaua centrală, eroul este capabil să creeze identități pentru el însuși, după cum este necesar. Cu această libertate se definește ca cercetător independent și rezolvător de probleme. 

## Povestiri
- The Eve of RUMOKO (1969)[1]
- Kjwalll'kje'k'koothailll'kje'k (1973)[2]
- Home is the Hangman (1975)

## Legături externe
- en  Istoria publicării lucrării My Name is Legion la Internet Speculative Fiction Database

## Vezi și
- 1976 în literatură